# Івлін Лінтотт
Івлін Генрі Лінтотт (англ. Evelyn Henry Lintott; 1 листопада 1883, Годалмінг, Суррей, Велика Британія — 1 липня 1916, Сомма, Пікардія, Франція) — англійський учитель, футболіст і профспілковий діяч. Гравець національної і аматорської збірних Англії. Під час Першої світової війни — офіцер британської армії, учасник операції на Суецькому каналі і битви на Соммі.

## Дитинство та юність
Народився у родині Артура і Елеонори Лінтотт. Батько займався торгівлею свійською худобою. Івлін був другою дитиною з п'яти; старший брат Фредерік стане журналістом, буде працювати у газеті «Бредфорд Дейлі Телеграф». Мешкала сім'я у Фарнкомбі (Суррей). Навчався в гімназії короля Едуарда VI (Гілфорд).
Футбольну кар'єру розпочав у сезоні 1899/1900 виступами за клуб «Вокінг» з ліги Західного Суррею. Спочатку виступав у нападі, але через дефіцит гравців середини поля перекваліфікувався у півзахисника. 1905 року переїхав до міста Ексетер, адміністративного центру графства Девон і протягом двох років здобував педагогічну освіту в коледжі Святого Луки. У вихідні дні приїздив до Вокінга і продовжував захищати кольори місцевої футбольної команди.

## Південна ліга
В сезоні 1906/07 провів два матчі за клуб «Плімут Аргайл» з Південної футбольної ліги. 1907 року отримав посаду вчителя у лондонській школі Олдфілд-роуд. Паралельно продовжував грати у футбол. 7 вересня дебютував за «Квінз Парк Рейнджерс» у матчі проти «Нью-Бромптон». Столична команда впевнено провела сезон і стала переможцем Південної ліги. Одним з партнерів Лінтотта був Фредерік Пентланд, майбутній тренер «Атлетіка» (Більбао) та декількох інших іспанських клубів.
Того року відбувся перший розіграш суперкубка, в якому «Квінз Парк Рейнджерс» грав проти клубу «Манчестер Юнайтед», чемпіона більш потужної Футбольної ліги. 27 квітня 1908 року на «Стемфорд Бридж» була зафіксована нічия: на початку гри Френк Кеннон вивів лондонців уперед, а на 60-й хвилині рахунок зрівняв Біллі Мередіт. У другому матчі, який відбувся 29 серпня, «манкуніанці» здобули переконливу перемогу 4:0 (голи: Джиммі Тернбулл (3), Джордж Волл) і стали першими переможцями в історії цього турніру.
Своєю грою Івлін Лінтотт зацікавив керівництво команди «Бредфорд Сіті». Клуб став переможцем другого дивізіону і намагався підсилити свій склад: вони запропонували «рейнджерам» 1000 фунтів стерлінгів. Столичний колектив знаходився у скрутному фінансовому стані і контракт за перехід Лінтотта мав істотно покращити становище. Але за тогочасними правилами колишній клуб міг отримати кошти лише за футболіста-професіонала. Шкільний учитель підписав професіональний контракт з КПР, лондонці отримали гроші, а він поїхав до Бредфорда.

## У збірних
Професійна ліга в Англії була створена 1888 року, але за клуби продовжували виступати аматори. Найбільш відомими серед них на початку XX століття були лікар-бактеріолог Дік Руз і архітектор Вів'єн Вудворд. 1906 року була створена аматорська збірна Англії, яка провела першу гру на стадіоні «Парк де Пренс» проти команди Франції 1 листопада того ж року. Матч завершився перемогою гостей з рахунком 15:0, сім голів забив Стенлі Гарріс («Корінтіан») і чотири — Вів'єн Вудворд («Тоттенгем»).
Наступного року до виступів за аматорську збірну почав залучатися Івлін Лінтотт. У грудні зіграв у двох товариських матчах проти Ірландії і Нідерландів, а навесні 1908 року — ще три з командами Франції, Бельгії і Німеччини. Всі поєдинки завершилися перемогами із загальною різницею забитих і пропущених м'ячів 43:6. Влітку він підписав професіональний контракт з «Бредфорд Сіті» і вже не мав змоги захищати кольори цієї команди.
15 лютого 1908 року вперше зіграв за національну збірну, яка на той час брала участь лише в домашньому чемпіонаті Великої Британії. У Белфасті команда Ірландії вдало захищалася і гості забезпечили собі перевагу лише в останні десять хвилин завдяки влучним пострілам Джорджа Гілсдона і Вів'єна Вудворда. У другому турі Лінтотт персонально діяв проти лідера збірної Уельсу Біллі Мередіта і не дав тому зіграти у притаманній манері. Щоправда, головною причиною перемоги з рахунком 7:1 став струс мозку у голкіпера валлійців Діка Руза, який був змушений залишити поле у другій половині першого тайму. За тогочасними футбольними правилами заміни не дозволялися і англійці до завершення матчу мали перевагу на одного гравця. 4 квітня збірні Шотландії і Англії зіграли внічию на «Гемпден-Парку» і обидві команди стали переможцями 25-ї першості Великої Британії. На матчі були присутні більше 121 000 глядачів. У червні відбулося перше турне національної збірної по континентальній Європі, але Лінтотт у ньому участі не брав.
Домашній чемпіонат Великої Британії
| Чемпіонат-1908 | Чемпіонат-1908 | Чемпіонат-1908 | Чемпіонат-1908 |   | Чемпіонат-1909 | Чемпіонат-1909 | Чемпіонат-1909 | Чемпіонат-1909 |
| М              | Команда        | І              | О              | М | Команда        | І              | О              |                |
| -------------- | -------------- | -------------- | -------------- | - | -------------- | -------------- | -------------- | -------------- |
| 1              | Англія         | 3              | 5              |   | 1              | Англія         | 3              | 6              |
| 1              | Шотландія      | 3              | 5              | 2 | Уельс          | 3              | 4              |                |
| 3              | Ірландія       | 3              | 2              | 3 | Шотландія      | 3              | 2              |                |
| 4              | Уельс          | 3              | 0              | 4 | Ірландія       | 3              | 0              |                |

У турнірі 1909 року англійці здобули три перемоги і знову стали переможцями, а Лінтотт зіграв у двох матчах проти збірних Ірландії і Шотландії. У першій грі результат забезпечили голи Джорджа Гілсдона і Вів'єна Вудворда, а в другій — Джорджа Волла з «Манчестер Юнайтед». Наприкінці травня поїхав у турне до Центральної Європи. На поле виходив у двох перших поєдинках проти команди Угорщини, а за перебігом подій гри з Австрією спостерігав з лави запасних. Загалом за національну збірну провів сім офіційних матчів: 6 перемог, 1 нічия, різниця м'ячів — 29:7.
Статистика виступів у збірних
| №                  | Дата       | Місто      | Господарі | Рахунок | Гості      | Турнір |
| ------------------ | ---------- | ---------- | --------- | ------- | ---------- | ------ |
| Аматорська збірна  |            |            |           |         |            |        |
| 1                  | 07.12.1907 | Лондон     | Англія    | 6:1     | Ірландія   | ТМ     |
| 2                  | 21.12.1907 | Дарлінгтон | Англія    | 12:2    | Нідерланди | ТМ     |
| 3                  | 23.03.1908 | Лондон     | Англія    | 12:0    | Франція    | ТМ     |
| 4                  | 18.04.1908 | Брюссель   | Бельгія   | 2:8     | Англія     | ТМ     |
| 5                  | 20.04.1908 | Берлін     | Німеччина | 1:5     | Англія     | ТМ     |
| Національна збірна |            |            |           |         |            |        |
| 1                  | 15.02.1908 | Белфаст    | Ірландія  | 1:3     | Англія     | ЧБ     |
| 2                  | 16.03.1908 | Кардіфф    | Уельс     | 1:7     | Англія     | ЧБ     |
| 3                  | 04.04.1908 | Глазго     | Шотландія | 1:1     | Англія     | ЧБ     |
| 4                  | 13.02.1909 | Бредфорд   | Англія    | 4:0     | Ірландія   | ЧБ     |
| 5                  | 03.04.1909 | Лондон     | Англія    | 2:0     | Шотландія  | ЧБ     |
| 6                  | 29.05.1909 | Будапешт   | Угорщина  | 2:4     | Англія     | ТМ     |
| 7                  | 31.05.1909 | Будапешт   | Угорщина  | 2:8     | Англія     | ТМ     |

Цікаві факти:
- У всіх п'яти матчах аматорської збірної, за участі Лінтотта, забивав м'ячі Вів'єн Вудворд (всього — 12).[17]
- Партнери по команді аматорів Волтер Корбетт[en], Герберт Сміт[en], Роберт Гоукс[en], Горас Бейлі[en], Кеннет Гант, Артур Беррі[en] і Вів'єн Вудворд у складі збірної Великої Британії восени 1908 року стали переможцями Олімпіади в Лондоні.[9][18][19]
- Івлін Лінтотт став першим гравцем «Квінз Парк Рейнджерс», якого запросили до складу національної команди. Всього з цього лондонського клубу у 20-му столітті отримали виклики 16 футболістів. Найбільше ігор провели: Террі Фенвік — 19, Пол Паркер — 16, Джеррі Френсіс і Енді Сінтон — по 12.[20]
- Івлін Лінтотт став третім і останнім футболістом «Бредфорд Сіті», який захищав кольори збірної Англії у 20-му столітті. Раніше у її складі грали Дікі Бонд[en] і Джеймс Конлін[en].[21]

## Футбольна ліга
Дебют у першому дивізіоні виявився для «Бредфорд Сіті» складним, у стартових 12 матчах клуб набрав шість очок, забив сім голів і знаходився на останньому 20-му місці. 21 листопада 1908 року «Бредфорд Сіті» поступився «Манчестер Юнайтед» (2:0) і того ж дня був підписаний контракт з Івліном Лінтоттом. У другому колі команда грала краще і змогла піднятися на 18-ту позицію, яка давала можливість продовжити виступи в еліті клубного англійського футболу, а до другого дивізіону вилетіли «Манчестер Сіті» та «Лестер Сіті».
У наступних трьох сезонах «Бредфорд Сіті» завершував чемпіонат у першій половині турнірної таблиці, а найбільшим досягненням того складу стала перемога у Кубку Англії 1910/11. Але у розіграші цього турніру Лінтотт участі не брав, йому у той час почали дошкуляти травми. У Бредфорді йому запропонували роботу на фабриці з виготовлення спортивного одягу, але він знайшов місце вчителя у школі Дадлі Гілл.
У 1911—1912 роках очолював «Асоціацію футболістів і тренерів». Цю профспілку заснували 2 грудня 1907 року Біллі Мередіт і Чарлі Робертс (гравці клубу «Манчестер Юнайтед»). Її метою було скасування максимального рівня заробітної плати у чотири фунти і збільшення виплат футболістам під час переходів з однієї команди до іншої. Разом зі старшим братом Фредеріком працював над газетою цього об'єднання Football Player Magazine.
1912 року молодий тренер Герберт Чепмен запросив Лінтотта до складу своєї команди, його обрали капітаном «Лідс Сіті». Чемпіонат 1912/13 став найкращим у його спортивній біографії: у першості відіграв у всіх матчах, а клуб піднявся з 19-го на 6-те місце (у порівнянні з попереднім турніром). Наступного сезону знову почали дошкуляти травми, він провів декілька матчів, передав капітанську пов'язку Джиммі Спірсу і завершив футбольну кар'єру. Всього провів у першому дивізіоні 53 матчі, у другому — 43, у Кубку Англії — 6.
Статистика клубних виступів:
| Сезон                   | Команда                 | Чемпіонат               | Чемпіонат | Чемпіонат | Кубок | Кубок |
| Сезон                   | Команда                 | Л                       | І         | Г         | І     | Г     |
| ----------------------- | ----------------------- | ----------------------- | --------- | --------- | ----- | ----- |
| 1899/04                 | «Вокінг»                | ЛЗС                     |           |           |       |       |
| 1904/05                 | «Вокінг»                | ЛЗС                     | 32        | 27        |       |       |
| 1905/06                 | «Вокінг»                | ЛЗС                     |           |           |       |       |
| Усього за «Вокінг»      |                         |                         |           |           |       |       |
| 1906/07                 | «Плімут Аргайл»         | ПФЛ                     | 2         | 0         |       |       |
| 1907/08                 | «Квінз Парк»            | ПФЛ                     | 35        | 1         | 2     | 0     |
| Усього в Південній лізі | Усього в Південній лізі | Усього в Південній лізі | 37        | 1         | 2     | 0     |
| 1908/09                 | «Бредфорд Сіті»         | Д-1                     | 20        | 1         | 2     | 0     |
| 1909/10                 | «Бредфорд Сіті»         | Д-1                     | 24        | 1         | 2     | 0     |
| 1910/11                 | «Бредфорд Сіті»         | Д-1                     | 7         | 0         |       |       |
| 1911/12                 | «Бредфорд Сіті»         | Д-1                     | 2         | 0         |       |       |
| Усього за «Бредфорд»    | Усього за «Бредфорд»    | Усього за «Бредфорд»    | 53        | 2         | 4     | 0     |
| 1912/13                 | «Лідс Сіті»             | Д-2                     | 38        | 1         | 1     | 0     |
| 1913/14                 | «Лідс Сіті»             | Д-2                     | 5         | 0         | 1     | 0     |
| Усього за «Лідс»        | Усього за «Лідс»        | Усього за «Лідс»        | 43        | 1         | 2     | 0     |

## Війна
4 серпня 1914 року Велика Британія оголосила війну Німецькій імперії. Військовий міністр лорд Кітченер вважав, що Британська імперія не зможе брати участь у тривалій війні лише за допомогою існуючих на той час регулярних військ, і тому по всій державі розпочався набір добровольців під гаслом «Ви необхідні своїй країні».
14 вересня 1914 року шкільний вчитель Івлін Лінтотт записався у Лідсі до 15-го батальйону Західно-Йоркширського полку. Це формування також відоме як «Товариші з Лідсу» і вважається одним з перших у так званій «Армії Кітченера». Незабаром Лінтотт отримав звання сержанта, а 20 грудня 1914 року став першим лейтенантом британської армії з осередку колишніх професіональних футболістів. У цьому батальйоні також служив відомий гравець у крикет лейтенант Вільям Бут.
У грудні наступного року його частину направляють для захисту найважливішої транспортної артерії на всьому Близькому Сході — Суецького каналу від військ Османської імперії, які захопили Синайський півострів. У Єгипті 15-й батальйон перебував три місяці і в березні 1915 року був переведений на Західний фронт, до Франції.
1 липня 1916 року розпочалася наступальна операція на річці Сомма у Північній Франції. «Товариші з Лідсу» отримали наказ зайняти село Серре. Взвод Лінтотта потрапив під шквальний вогонь, лейтенант намагався продовжити наступ, але під час третьої спроби загинув від кулеметної черги у груди. Тіло лейтенанта Лінтотта залишилося на полі бою. Місце поховання невідоме. Особисті речі, у тому числі три книги і 78 фунтів стерлінгів, були відправлені матері у Суррей. Його ім'я викарбувано на пам'ятнику меморіалу загиблим британським воякам у французькому місті Тьєпваль.
Молодший брат капрал Кіт Лінтотт служив у Королівському новозеландському інженерному корпусі. Загинув 23 вересня 1916 року, у віці 21 року.

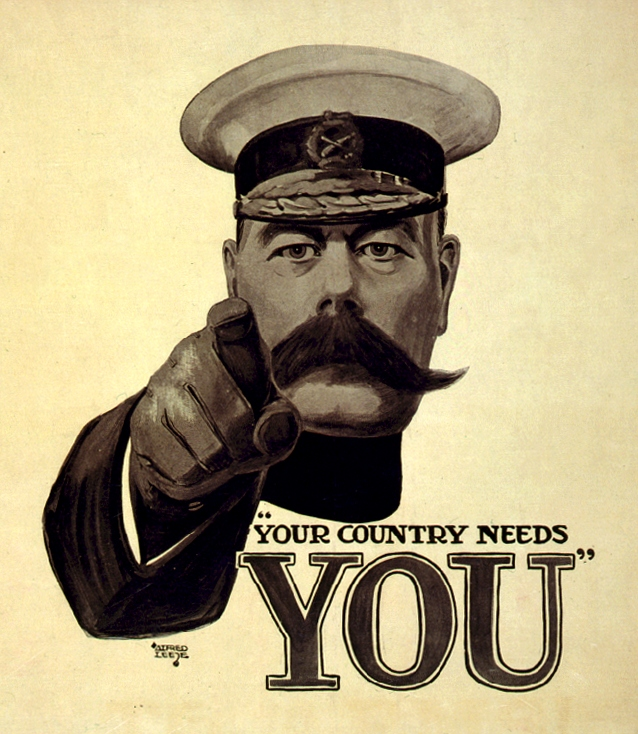
Агітаційний плакат часів Першої світової війни, із закликом вступати до британського війська.
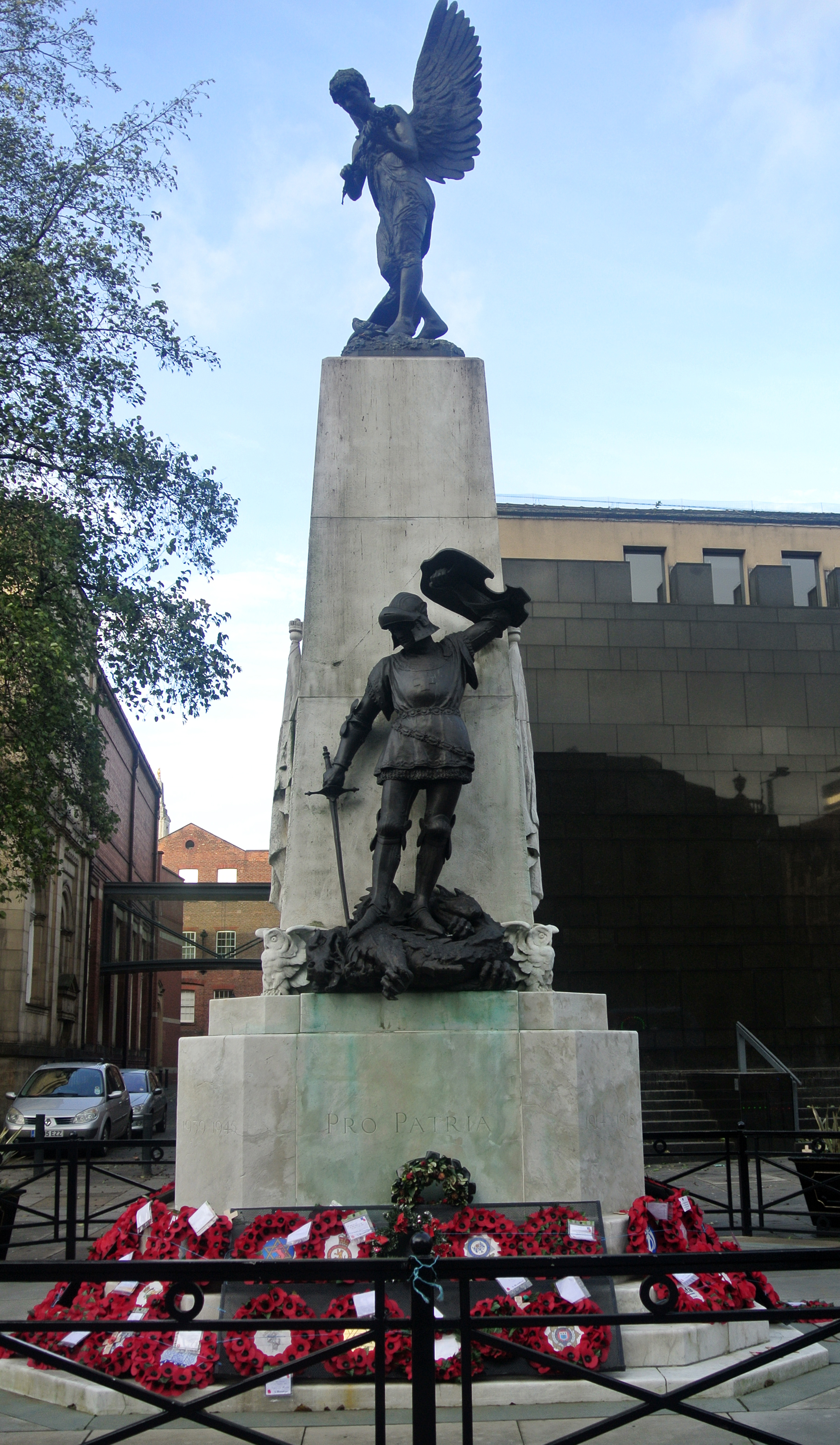
Пам'ятник учасникам світових воєн у Лідсі.
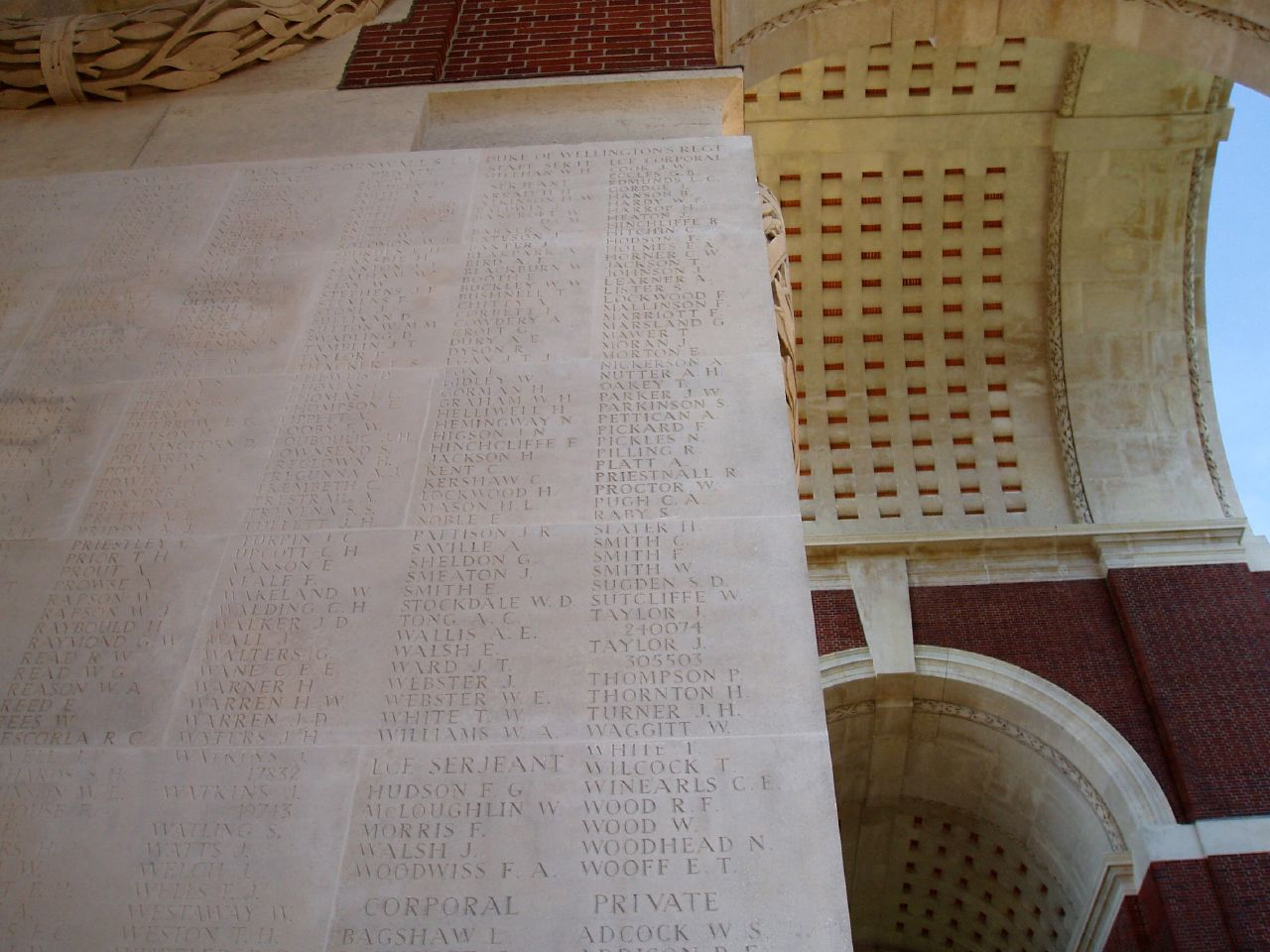
Меморіал у французькому місті Тьєпваль.

## Спортивні досягнення
- Чемпіон Британії (2): 1908[en], 1909[en]
- Переможець Південної футбольної ліги[en] (1): 1908